# Johannes Otzen

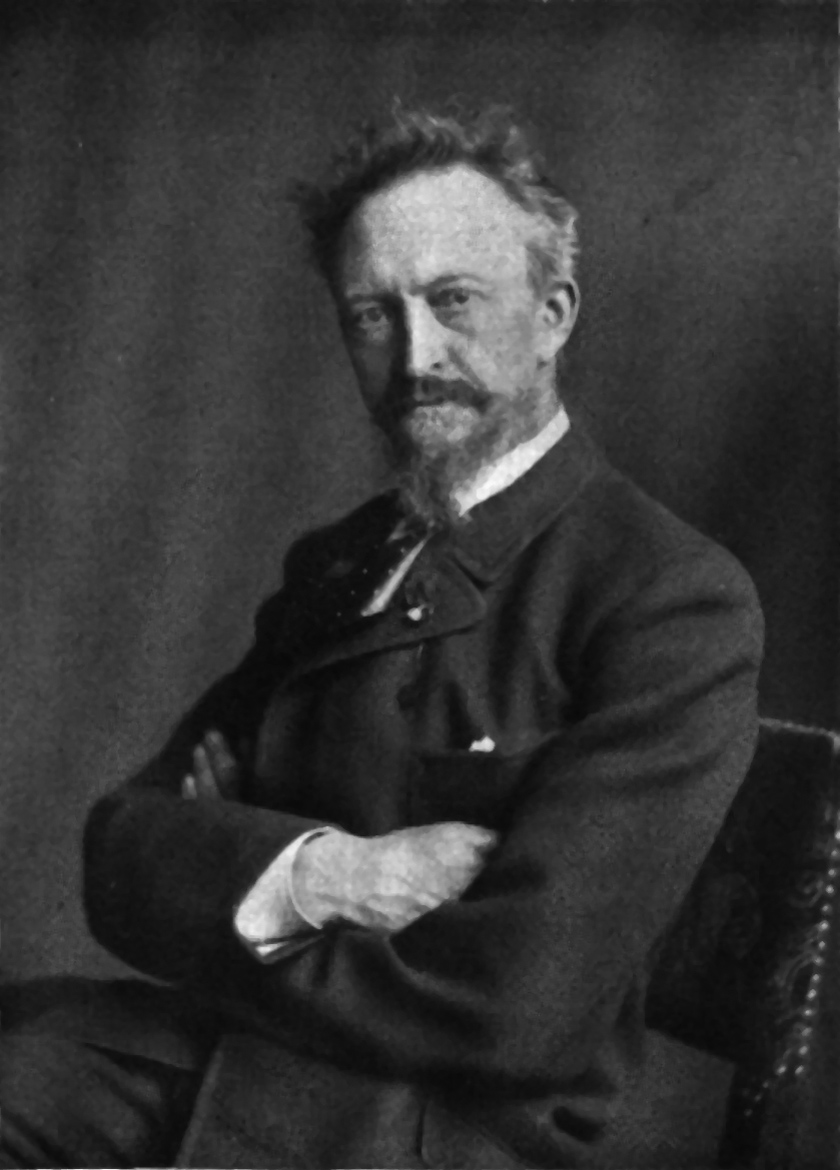
Johannes Otzen

Johannes Otzen (* 8 oktober 1839, Sieseby (Sleeswijk-Holstein) - † 8 juni 1911, Berlijn) was architect, stedebouwkundige, architectuurtheoreticus en universitair docent.
Johannes Otzen maakte vooral naam met de ontwerpen van veel protestantse kerkgebouwen. Hij werkte met name in Berlijn en Noord-Duitsland.

## Werk
- 1868–1870: Keizer Karel School in Itzehoe
- 1868–1873: Sint-Johanneskerk in Hamburg-Altona
- 1877: Toren van de Nicolaaskerk in Flensburg
- 1878–1880: Toren van de Mariakerk in Flensburg
- 1879: Bergkerk in Wiesbaden
- 1880: Oorlogsmonument voor de gevallenen van de oorlogen in 1864, 1866 en 1870/1871 op de esplanade in Thorn
- 1881–1882: Postkantoor in Thorn
- 1882–1884: Christuskerk in Hamburg-Eimsbüttel
- 1882–1885: Sint-Gertrudiskerk, Hamburg
- 1882–1886: Jakobikerk in Kiel
- 1884: Sint-Petruskerk in Hamburg-Altona
- 1885: Ontvangsthal van het treinstation in Flensburg (afgebroken in 1953)
- 1885: Vredeskerk in Hamburg-Eilbek (met Johannes Vollmer)
- 1884–1888: Heilig Kruiskerk in Berlijn-Kreuzberg
- 1886–1888: Heilandskerk in Leipzig-Plagwitz
- 1889–1892: Pauluskerke in Dessau
- 1892–1894: Apostelkerk in Ludwigshafen am Rhein
- 1893: Kerk van Waldau in Bernburg-Waldau
- 1894: Hervormde Kerk in Wetter (Ruhr)
- 1890–1894: Lutherkerk in Apolda
- 1891–1894: Lutherkerk in Berlijn-Schöneberg
- 1892–1894: Ringkerk in Wiesbaden
- 1893–1895: Vredeskerk in Hamburg-St. Pauli
- 1894–1896: Toren en verbouwing Sint-Laurentiuskerk in Itzehoe
- 1894–1898: Kerkhofkerk in Wuppertal-Elberfeld
- 1895: Andreaskerk in Berlijn (alleen de voorhal)
- 1897: Joriskerk in Berlijn
- 1902: Protestantse hoofdkerk in Rheydt

- Bibsys: 3000695
- Gemeinsame Normdatei: 118738852
- International Standard Name Identifier: 0000 0000 6676 9454
- Library of Congress Control Number: no00016266
- Nationale Bibliotheek van Polen: a0000001728803
- Nederlandse Thesaurus van Auteursnamen: 070876339
- Système universitaire de documentation: 197889905
- Union List of Artist Names: 500092132
- Virtual International Authority File: 42633223
- WorldCat: E39PBJvCKJKfcJ6c7vVPrWTJXd